# Bob ai XVI Giochi olimpici invernali - Bob a quattro maschile
La gara di bob a quattro maschile ai XVI Giochi olimpici invernali si è disputata il 21 febbraio e il 22 febbraio a La Plagne.

## Atleti iscritti
| America (32)                                                                   | America (32)                                                                | America (32)                                         |
| ------------------------------------------------------------------------------ | --------------------------------------------------------------------------- | ---------------------------------------------------- |
| - Canada (8) - Giamaica (4)                                                    | - Isole Vergini Americane (8) - Messico (4)                                 | - Stati Uniti (8)                                    |
| Asia (8)                                                                       |                                                                             |                                                      |
| - Giappone (4)                                                                 | - Taipei cinese (4)                                                         |                                                      |
| Europa (84)                                                                    |                                                                             |                                                      |
| - Austria (8) - Bulgaria (4) - Cecoslovacchia (4) - Francia (8) - Germania (8) | - Italia (8) - Jugoslavia (4) - Lettonia (8) - Monaco (4) - Regno Unito (8) | - Romania (4) - Squadra Unificata (8) - Svizzera (8) |

## Risultati
| Pos. | Nazione                    | Atleti                                                                   | Manche1 | Manche2 | Manche3 | Manche4 | Totale  | Distacco |
| ---- | -------------------------- | ------------------------------------------------------------------------ | ------- | ------- | ------- | ------- | ------- | -------- |
|      | Austria I                  | Ingo Appelt Harald Winkler Gerhard Haidacher Thomas Schroll              | 57.74   | 58.85   | 58.52   | 58.79   | 3:53.90 |          |
|      | Germania I                 | Wolfgang Hoppe Bogdan Musiol Axel Kühn René Hannemann                    | 58.00   | 58.52   | 58.68   | 58.72   | 3:53.92 | +0.02    |
|      | Svizzera I                 | Gustav Weder Donat Acklin Lorenz Schindelholz Curdin Morell              | 57.97   | 58.78   | 58.59   | 58.79   | 3:54.13 | +0.23    |
| 4    | Canada I                   | Chris Lori Ken Leblanc Cal Langford Dave MacEachern                      | 58.00   | 58.71   | 58.66   | 58.87   | 3:54.24 | +0.34    |
| 5    | Svizzera II                | Christian Meili Bruno Gerber Christian Reich Gerold Löffler              | 58.15   | 58.75   | 58.59   | 58.89   | 3:54.38 | +0.48    |
| 6    | Germania II                | Harald Czudaj Tino Bonk Axel Jang Alexander Szelig                       | 58.54   | 58.55   | 58.62   | 58.71   | 3:54.42 | +0.52    |
| 7    | Gran Bretagna I            | Mark Tout George Farrell Paul Field Lenny Paul                           | 58.49   | 58.87   | 58.73   | 58.80   | 3:54.89 | +0.99    |
| 8    | Francia I                  | Christophe Flacher Claude Dasse Thierry Tribondeau Gabriel Fourmigue     | 58.45   | 58.79   | 58.78   | 58.89   | 3:54.91 | +1.01    |
| 9    | Stati Uniti I              | Randy Will Joe Sawyer Karlos Kirby Chris Coleman                         | 58.57   | 58.71   | 58.75   | 58.89   | 3:54.92 | +1.02    |
| 10   | Austria II                 | Gerhard Rainer Thomas Bachler Carsten Nentwig Martin Schützenauer        | 58.27   | 58.85   | 59.08   | 58.81   | 3:55.01 | +1.11    |
| 11   | Stati Uniti II             | Chuck Leonowicz Bob Weissenfels Bryan Leturgez Jeff Woodard              | 58.74   | 58.99   | 58.56   | 58.94   | 3:55.23 | +1.33    |
| 12   | Italia I                   | Pasquale Gesuito Antonio Tartaglia Paolo Canedi Stefano Ticci            | 58.78   | 58.83   | 59.12   | 59.15   | 3:55.88 | +1.98    |
| 13   | Gran Bretagna II           | Nick Phipps Edd Horler Colin Rattigan David Armstrong                    | 58.86   | 58.83   | 59.29   | 58.93   | 3:55.91 | +2.01    |
| 14   | Lettonia I                 | Sandis Prūsis Juris Tone Ivars Bērzups Adris Plūksna                     | 59.05   | 59.07   | 58.72   | 59.08   | 3:55.92 | +2.02    |
| 15   | Italia II                  | Günther Huber Marco Andreatta Thomas Rottensteiner Marcantonio Stiffi    | 58.76   | 59.11   | 58.97   | 59.14   | 3:55.98 | +2.08    |
| 16   | Lettonia II                | Zintis Ėkmanis Aldis Intlers Boriss Artemjevs Otomārs Rihters            | 59.02   | 58.99   | 59.35   | 59.36   | 3:56.72 | +2.82    |
| 17   | Giappone I                 | Toshio Wakita Ryoji Yamazaki Fuminori Tsushima Naomi Takewaki            | 59.23   | 59.30   | 59.33   | 59.38   | 3:57.24 | +3.34    |
| 18   | Francia II                 | Bruno Mingeon Stéphane Poirot Didier Stil Dominique Klinnik              | 59.03   | 59.33   | 59.52   | 59.53   | 3:57.41 | +3.51    |
| 19   | Squadra Unificata I        | Oleg Suchoručenko Oleksandr Bortjuk Vladimir Ljubovickij Andrej Gorochov | 59.05   | 1:00.05 | 58.94   | 59.39   | 3:57.43 | +3.53    |
| 20   | Romania I                  | Paul Neagu Laszlo Hodos Laurenţiu Budur Costel Petrariu                  | 59.04   | 59.52   | 59.50   | 59.38   | 3:57.44 | +3.54    |
| 21   | Cecoslovacchia I           | Jiří Dzmura Pavel Puškár Karel Dostál Roman Hrabaň                       | 59.30   | 59.66   | 59.92   | 59.67   | 3:58.55 | +4.65    |
| 22   | Bulgaria I                 | Tsvetozar Viktorov Dimităr Dimitrov Yordan Ivanov Valentin Atanasov      | 1:00.05 | 1:00.28 | 1:00.09 | 1:00.17 | 4:00.59 | +6.69    |
| 22   | Squadra Unificata II       | Vladimir Efimov Oleg Petrov Sergej Kruglov Aleksandr Paškov              | 59.80   | 1:00.19 | 1:00.34 | 1:00.26 | 4:00.59 | +6.69    |
| 24   | Jugoslavia I               | Zdravko Stojnić Dragiša Jovanović Miro Pandurević Ognjen Sokolović       | 1:00.16 | 1:00.28 | 1:00.59 | 1:00.27 | 4:01.30 | +7.40    |
| 25   | Giamaica I                 | Dudley Stokes Ricky McIntosh Michael White Chris Stokes                  | 1:00.12 | 1:00.48 | 1:00.38 | 1:00.39 | 4:01.37 | +7.47    |
| 26   | Taipei cinese I            | Chen Chin-San Chen Chin-Sen Hsu Kuo-Jung Chang Min-Jung                  | 1:00.31 | 1:00.45 | 1:00.52 | 1:00.66 | 4:01.94 | +8.04    |
| 27   | Monaco I                   | Alberto II di Monaco Gilbert Bessi Michel Vatrican David Tomatis         | 1:00.49 | 1:00.66 | 1:00.74 | 1:00.74 | 4:02.63 | +8.73    |
| 28   | Messico I                  | Luis Adrián Tamés Ricardo Rodríguez Francisco Negrete Carlos Casar       | 1:00.97 | 1:01.36 | 1:01.30 | 1:01.51 | 4:05.14 | +11.24   |
| 29   | Isole Vergini Americane II | Sven Petersen Michael Juhlin James Withey Paul Zar                       | 1:02.45 | 1:02.52 | 1:02.73 | 1:02.65 | 4:10.35 | +16.45   |
|      | Isole Vergini Americane I  | Daniel Burgner Ernest Mathias David Entwistle Bill Neill                 | 1:00.92 | 1:01.08 | DNF     |         |         |          |
|      | Canada II                  | Dennis Marineau Chris Farstad Jack Pyc Sheridon Baptiste                 | 58.61   | 59.00   | DSQ     |         |         |          |